# 华金·索拉诺
华金·索拉诺（西班牙語：Joaquín Solano，1913年6月2日—2003年2月15日），墨西哥男子马术运动员。他曾代表墨西哥参加1948年夏季奥林匹克运动会马术比赛，获得团体三项赛铜牌和个人三项赛第23名。